# Стадион Пјер Аликер
Стадион Пјер Аликер (фр. Stade Pierre-Aliker) је вишенаменски стадион у Фор де Франсу на Мартинику. Тренутно се највише користи за фудбалске утакмице, као дом клуба Колонијал и фудбалске репрезентације Мартиника. Стадион може да прими 16.300 људи.

## Име стадиона
У почетку је стадион носио назив округа Форт де Франс у којем се налази a 9. фебруара 2007. године преименован је у „Стаде мунисипал Пјер-Аликер“. Име је добио по Ламентину Пјеру Аликеру, бившем градоначелнику Форт де Франса, који је рођен 1907. године, и делегату Мартиника у Народној скупштини.

## Фудбалске утакмице
| Датум             | Утакмица              | Резултат | Такмичење   | Гледалаца |
| ----------------- | --------------------- | -------- | ----------- | --------- |
| 9. новембар 2005. | Француска - Костарика | 3 : 2    | Пријатељска | 16.216    |